# Dennis Taylor
Dennis Taylor (n. 12 iunie 1921 - d. 2 iunie 1962) a fost un pilot englez de Formula 1 care a evoluat în Campionatul Mondial în sezonul 1959.
1. ↑   https://www.historicracing.com/driverDetail.cfm?driverID=5213 Lipsește sau este vid: |title= (ajutor)
2. ↑   https://f1.fandom.com/wiki/Dennis_Taylor Lipsește sau este vid: |title= (ajutor)